# 티베트장대
티베트장대(Tibet長-, 학명: Shehbazia tibetica 셰흐바지아 티베티카[*])는 배추과의 단형 족인 티베트장대족(Tibet長-族, 학명: Shehbazieae 셰흐바지에아이[*])의 단형 속인 티베트장대속(Tibet長-屬, 학명: Shehbazia 셰흐바지아[*])에 속하는 유일한 종이다. 티베트와 중국에 분포한다.